# Austria na Letnich Igrzyskach Olimpijskich 1948
Austrię na Letnich Igrzyskach Olimpijskich 1948 reprezentowało 144 zawodników.

## Zdobyte medale
| Medal | Zawodnik           | Dyscyplina    | Konkurencja          |
| ----- | ------------------ | ------------- | -------------------- |
| Złoto | Herma Bauma        | Lekkoatletyka | rzut oszczepem       |
| Brąz  | Fritzi Schwingl    | Kajakarstwo   | K1 500 m             |
| Brąz  | Ine Schäffer       | Lekkoatletyka | pchnięcie kulą       |
| Brąz  | Ellen Müller-Preis | Szermierka    | floret indywidualnie |